# J.D. Tippit
J.D. Tippit (ur. 18 września 1924 w Clarksville, zm. 22 listopada 1963 w Dallas) – amerykański policjant służący w Dallas Police Department. 
Według ustaleń komisji Warrena, został zastrzelony 22 listopada 1963 na ulicy w Dallas przez Lee Harveya Oswalda – domniemanego zabójcę prezydenta Stanów Zjednoczonych Johna F. Kennedy’ego. Okoliczności śmierci Tippita budzą kontrowersje.

## Życiorys
J.D. Tippit służył od 1952 w Departamencie Policji w Dallas. Był drugowojennym weteranem United States Army odznaczonym Brązową Gwiazdą. 
22 listopada 1963 około 13:14, po 45 minutach od zastrzelenia prezydenta Kennedy’ego, Tippit zatrzymał na ulicy podejrzanego Lee Harveya Oswalda, który szedł na piechotę i pasował do ogólnego opisu nadawanego przez policyjne radio. Po wezwaniu przez Tippita Oswald podszedł do radiowozu; mężczyźni zaczęli rozmawiać przez otwarte okno. Gdy po krótkiej rozmowie Tippit wysiadł z radiowozu, Oswald nagle wyciągnął rewolwer i strzelił trzykrotnie z bliskiej odległości do policjanta. Gdy Tippit upadł, został po raz czwarty trafiony przez Oswalda, co okazało się śmiertelnym strzałem. Przypadkowy przechodzień, który był świadkiem zabójstwa, skorzystał z policyjnego radia i powiadomił innych policjantów o strzelaninie.
J.D. Tippit zostawił żonę, córkę i dwóch synów. Pochowano go 25 listopada 1963 na cmentarzu Laurel Land Memorial Park w Dallas.